# Raft (игра)
Raft (с англ. — «плот») — компьютерная игра в жанре симулятор выживания в открытом мире, разработанная шведской компанией Redbeet Interactive и изданная Axolot Games. Игра была выпущена 23 мая 2018 года в раннем доступе после первоначального выпуска для бесплатного скачивания на онлайн-сервисе Itch.io. Полная версия игры была выпущена 20 июня 2022 года и изъята из раннего доступа. На платформах PlayStation 5, Xbox Series X/S игра вышла 4 декабря 2024 года.

## Игровой процесс
Raft разработана с видом от первого лица. Игра доступна как в однопользовательском, так и в многопользовательском режиме. При последнем сервер автоматически предоставляется игрой и игра проходит в кооперативном режиме.
Локации представляют собой открытый мир. Действие игры разворачивается посреди океана на плавающем плоту, вначале состоящий из четырёх (2x2) фундаментальных платформ. В инвентаре игрока есть только крюк, который можно нацелить и бросить в океан, чтобы собирать разные предметы, как доски, пластик, листья, бочки и т. д. Игрок может прыгнуть с плота в воду и собирать вещи, но нужно быть осторожным, так как плот всегда движется из-за непрерывного течения океана. Вокруг плота всегда плывёт акула, которая может напасть на игрока, если он в воде, а также она периодически будет пытаться атаковать крайнюю платформу плота, разрушая его части. С помощью системы крафтинга игрок может сделать новые предметы из собранных материалов, изучать их, а также расширять, улучшать и защищать плот. Важная часть игры — это изучение и создание новых предметов.
Игрок должен удовлетворять основные потребности, как голод и жажда, ловя, находя или выращивая пищу и сделав пресную воду для питья. При выращивании пищи игрок должен её охранять от чайки, которая периодически будет пытаться поедать семена или плод. Сделав какое-либо оружие, игрок может охотиться на различных животных, в том числе и на акулу, чтобы получить пищу и другие ресурсы животного происхождения.
Во время плавания плот может проходить мимо заброшенных плотов, на которых расположены ящики с предметами, такие плоты после наступления игрока или столкновения с плотом игрока начинают тонуть. Также во время плавания плот может проходить мимо островов, которые игрок может исследовать. Острова, в зависимости от площади, дают ресурсы. Небольшие острова дают частые ресурсы, крупные — редкие. На островах можно встретить различных животных, растения, деревья, специальные предметы и другие ресурсы, а на побережьях островов можно найти и добывать разные руды, хламы, пески, редких рыб и другие ценные ресурсы.
С помощью радиосвязи игрок раскрывает сюжетную линию игры по пунктам назначений. Отправляясь на точку, которая поддерживает связь, игрок находит различные острова, заброшенные постройки, судна, где можно найти информацию, уникальные материалы и коды, в которых есть подсказка, куда идти дальше. Вся информация, которая была получена в сюжетных точках, будет записана в дневник, который игроку даётся в начале игры по умолчанию.

## Разработка и выпуск
Разработка игры началась в 2016 году тремя шведскими студентами из Уппсальского университета и закончена 20 июня 2022 года, когда вышла последняя глава. Игра создана на игровом движке Unity. В конце 2016 года разработчики предложили свой прототип Raft бесплатно на онлайн-сервисе Itch.io. Она изначально поддерживалась на Windows и Linux, но разработчики из-за нехватки времени с версии 1.05 остановили выпуск на Linux. 5 сентября 2017 года игра с открытым миром была анонсирована. 23 мая 2018 года она вышла в Steam в раннем доступе.
Саундтрек к Raft был написан немецким композитором Джанником Шмидт.

## Продажа и отзывы
Версию для разработчиков к концу мая 2017 года скачали более семи миллионов раз и прототип игры получал очень положительные отзывы. А игра в раннем доступе через две недели после выпуска стала третьей по популярности и была продана более 400 тысяч копий. Сначала игра была популярна в основном только в России, но потом получила широкое распространение по всему миру.
Летом 2018 года, благодаря уязвимости в защите Steam Web API, стало известно, что точное количество пользователей сервиса Steam, которые играли в игру хотя бы один раз, составляет 810 826 человек.